# 투먼역
투먼역(중국어: 图们站, 도문역)은 지린성 투먼시 투먼대로의 철도역이다. 우편 번호는 133100으로, 1933년에 지어졌으며, 장투 철로와 투자 철로가 지난다. 창춘 역에서는 529 km 떨어져 있다. 역과 상하행 구간은 전철화되어있지 않다. 역은 현재 여객 및 화물 서비스를 취급하고 있으며, 매일 출발하는 열차가 여러 개 있으며, 역 조차장은 일반 화물 사업과 느슨한 화물 고속 업무를 처리한다. 또한 이 역은 중국과 북한 간화물 열차의 복합 운송을 처리하기 위한 국제 연운 국경역이다. 그리고, 선양 철로국의 옌지 차량사업소과 연계되어 있으며, 2급역이다.

## 역사
일본이 1931년 중국 둥베이 전체를 통치 한 후, 가능한 한 빨리 일본에 물자를 운반하기 위해 "만주-조선 철도직통" 계획이 수립되었다. 자무쓰 철로에서 무단장과 투먼을 거쳐 조선의 나진과 청진을 거쳐, 수상로를 통해 니가타 항(新潟港)과 츠루가 항(敦贺港)으로 이송되어, 만주에서 일본으로 가는 가장 짧은 교통로가 된다. 이를 바탕으로 일본은 창투 철로와 투자 철로를 계획했다. 투먼 역은 1933년 5월 완공되어 남만주철도주식회사에 의해 운영되었다. 투자 철도의 무단장-투먼 구간이 완공되고, 1935년 7월 1 일에 운행이 개시되었다.
1932년 8월 6일, 투먼과 남양 간을 연결하는 투먼 철교가 세워졌다. 1933년 9월 운행실시 후, 만주국과 조선간의 화물 열차는 역에서 재조정되어야했다. 1935년 5월 22일, 만주국과 일본은 "두만강을 통과하는 열차 운행과 간단한 통관 절차에 대한 협정"에 서명했으며, 투먼 역에서 일본과 만주국에 대한 통관 절차만 수행하면 되었다.:105 그 이후로, 투먼 역을 통해 운송된 화물은 크게 증가했다. 1940년, 투먼 역에는 매일 13쌍의 화물 열차가 다녔으며, 이중 신징(新京)-나진 간 1대, 투먼-나진 4대, 투먼-상싼펑(上三峰) 3대, 투먼-순룽(训戎) 1대이다. 매번 밤에는 산악항을 통해 3쌍의 혼합 열차와 2쌍의 화물 열차가 있다.
1942년에 역이 확장되었고, 새로운 18개 궤도 서쪽의 조차장이 기존 역의 서쪽에 추가되었다. 1945년 만주국이 해체된 후 중국과 북한의 화물 열차가 역에서 계속 재적재되었다. 1954년 4월 1일 중국과 북한의 공식 철도화물 수송하면서, 중국 철도의 모든 업무용역과 북한이 발표한 복합 운송장은 한 장의 표와 직행 운송으로 전체 차량 및 소화물 운송 사업을 실현했다. 1984년에 중국은 투먼-청진 노선을 이용하여 일본에 물품을 보내기 시작했다. 1954년부터 1985년까지 투먼-난양 구간의 일 평균화물 열차 수는 1985년에 7쌍으로 증가했다.
1992년 중국, 북한, 러시아는 "투먼, 남양, 두만강, 하상을 통한 중국과 러시아간의 물자 수송에 관한 협정"에 서명하였으며, 중국의 물품은 북한을 통해 러시아로 수송될 수 있다. 1995년 이래로 역에서 보내지는 국제 협조화물의 수가 현저하게 감소했다. 2011년에 이 역의 1번 승강장을 저상에서 고상승강장으로 개조했다.

## 역 구조

### 역 건물
투먼 역의 건축 면적은 6183 평방미터이다. 발권 사무소는 역의 왼쪽에 위치하며, 중국어 및 중국조선어의 이중 언어 발권을 제공하는 6인용 발권 창구를 가지고 있다. 대기실은 역 중앙에 위치하며, 3,000명 이상의 승객을 수용할 수 있다.

### 역 구내

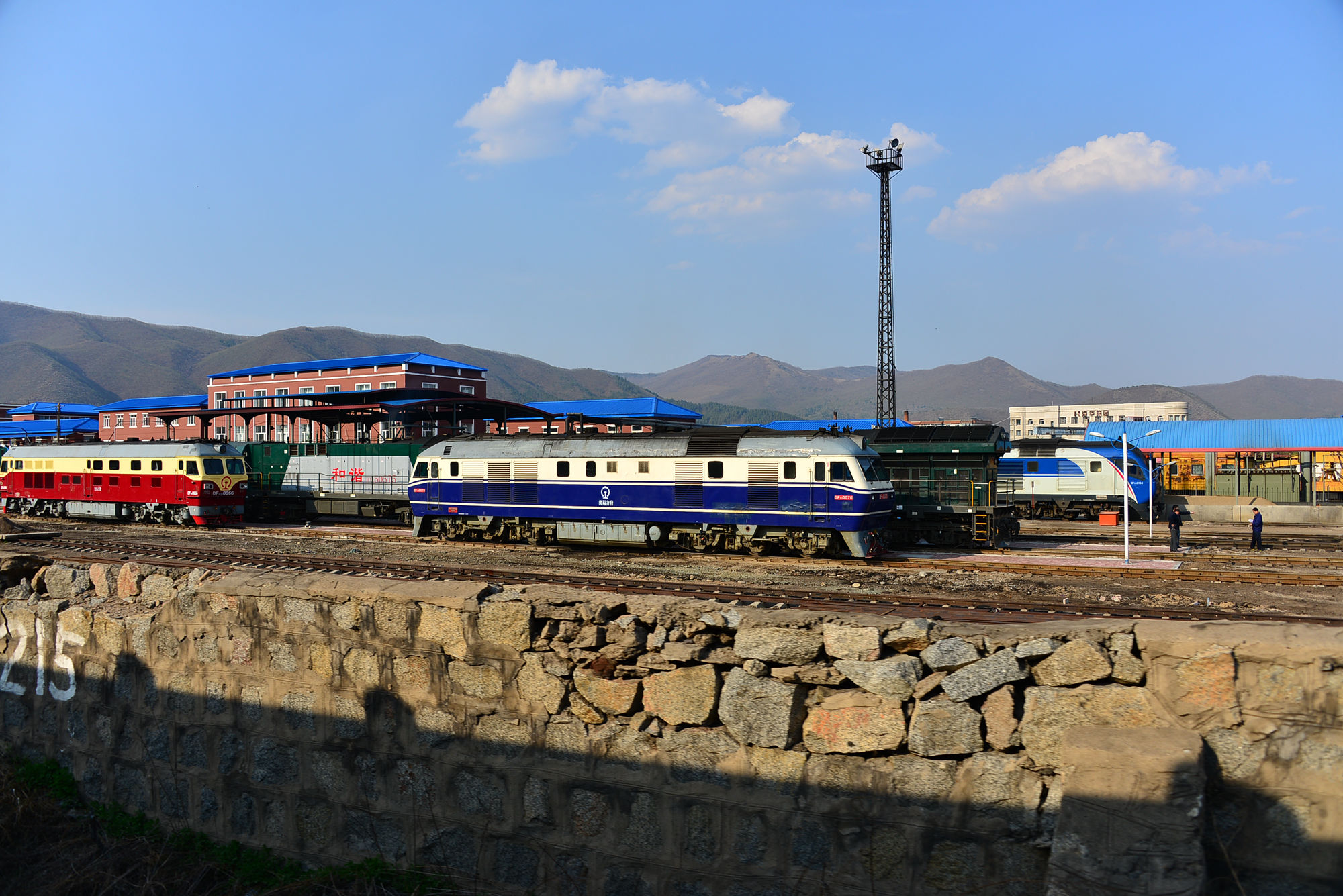
지린 기관구 투먼 종합작업장

투먼 역에는 5개의 노선이 지나는 3개의 여객용 승강장이 있으며, 1개의 승강장은 고상승강장이다. 승강장 서쪽은 조차장으로, 6개의 화물선로가 있다. 화물선 서쪽의 조차장에는 12개 선로가 있고, 월별 평균 편성 용량은 1,300개 이상, 그 달에 90여개의 여객 및 화물 열차가, 현재 하루에 30개 이상의 열차가 있다. 역내에는 물품의 통관을 처리하기 위한 투먼 철도항이 있으며, 국경 검사소, 투먼 세관, 투먼 출입국 검사 및 검역 국 및 기타 시설이 있다. 또한, 화물칸에는 하이화 상공업, 투먼 재료 가공 공장, 옌지 화물 센터, 지린 기관차 종합 워크샵, 지린 자동차 창고 종합 워크숍, 투먼 작업장 등이 있다.
| 역 구내 |            | 화물 및 여객 조차장                     |
| 역 구내 | 착발선     | 장투, 투자 철로 열차                    |
| 역 구내 | 3번 승강장 |                                         |
| 역 구내 | 착발선     | 장투, 투자 철로 열차                    |
| 역 구내 | 착발선     | 장투, 투자 철로 열차                    |
| 역 구내 | 2번 승강장 |                                         |
| 역 구내 | 착발선     | 장투, 투자 철로 열차                    |
| 역 구내 | 착발선     | 장투, 투자 철로 열차                    |
| 역 구내 | 1번 승강장 |                                         |
| 역건물  |            | 출구, 승차권 자동판매기, 대기실, 개찰구 |

## 같이 보기
- 투먼 북역
- K215/216차 열차
- 창춘-투먼 간 급행열차
- 투먼 철로분국

## 인접정차역
| 중국 철로                                    | 중국 철로                       | 중국 철로                                            |
| -------------------------------------------- | ------------------------------- | ---------------------------------------------------- |
| 투먼베이 장투선 창춘 방면 투자선 자무쓰 방면 | 장투 철로 ← 5km 투자 철로 3km → | 도문철교를 통해 북한 철도와 연결 (남양지선 - 남양역) |